# Rousseaceae
Rousseaceae је породица биљака у звездастом реду. Састоји се од две потфамилије са 4 рода и 7 признатих врста. Име је добила по монотипском роду Roussea, чији је једини представник Roussea simplex, ендем са Маурицијуса.

## Опис
Rousseaceae има четири рода малог дрвећа и жбуња који се налазе углавном у источној Аустралији, Новом Зеланду, Новој Гвинеји и Маурицијусу.

## Родови
1. Подфамилија Rousseoideae Horan.
  1. Roussea Sm. (1 sp.)
2. Подфамилија Carpodetoideae J. Lundb.
  1. Carpodetus J. R. Forst. & G. Forst. (4 spp.)
  2. Cuttsia F. Muell. (1 sp.)
  3. Abrophyllum Hook. fil. ex Benth. (1 sp.)